# デービーメダル
デービーメダル（Davy Medal）は、王立協会（イギリス）が1877年から毎年、化学の諸分野での非常に重要な発見に対して贈る賞である。賞の名前は19世紀の化学者ハンフリー・デービーに由来する。£2000の賞金とともに贈られる。

## 受賞者一覧

### 19世紀
| 年     | 受賞者名                                                          | 受賞理由                                                         |
| ------ | ----------------------------------------------------------------- | ---------------------------------------------------------------- |
| 1877年 | ロベルト・ブンゼン グスタフ・キルヒホフ                           | スペクトル分析における研究と発見に対して                         |
| 1878年 | ルイ・ポール・カイユテ ラウール・ピクテ                           | いわゆる永久気体の凝縮に対して                                   |
| 1879年 | ポール・ボアボードラン                                            | ガリウムの発見に対して                                           |
| 1880年 | シャルル・フリーデル                                              | 有機ケイ素化合物に関する研究やその他の調査に対して               |
| 1881年 | アドルフ・フォン・バイヤー                                        | インディゴの合成に対して                                         |
| 1882年 | ドミトリ・メンデレーエフ ロータル・マイヤー                       | 原子量の周期関係の発見に対して                                   |
| 1883年 | マルセラン・ベルテロ ユリウス・トムセン                           | 熱化学の研究に対して                                             |
| 1884年 | ヘルマン・コルベ                                                  | アルコールの異性化に関する研究に対して                           |
| 1885年 | ジャン・スタス                                                    | 原子量の研究に対して                                             |
| 1886年 | ジャン・マリニャック                                              | 原子量の研究に対して                                             |
| 1887年 | ジョン・ニューランズ                                              | 元素の周期律の発見に対して                                       |
| 1888年 | ウィリアム・クルックス                                            | 真空中での放電による物質の挙動に関する研究に対して               |
| 1889年 | ウィリアム・パーキン                                              | 磁気回転に関する研究に対して                                     |
| 1890年 | エミール・フィッシャー                                            | 有機化学における業績、特に炭水化物に関する研究に対して           |
| 1891年 | ヴィクトル・マイヤー                                              | 高温での蒸気密度の測定に関する研究に対して                       |
| 1892年 | フランソワ＝マリー・ラウール                                      | 溶液の凝固点や蒸気圧に関する研究に対して                         |
| 1893年 | ヤコブス・ヘンリクス・ファント・ホッフ ジョセフ・アシル・ル・ベル | 不斉炭素原子理論の導入し、光学異性体の構造を説明したことを称えて |
| 1894年 | ペール・テオドール・クレーベ                                      | 希土類元素の発見に対して                                         |
| 1895年 | ウィリアム・ラムゼー                                              | アルゴンの発見と鉱物の気体成分に関する発見に対して               |
| 1896年 | アンリ・モアッサン                                                | フッ素の単離と金属とその化合物の調製における電気炉の製作に対して |
| 1897年 | ジョン・ホール・グラッドストン                                    | 化学への数々の貢献、特に光学的手法の化学への応用に対して         |
| 1898年 | ヨハネス・ウィスリツェヌス                                        | 有機化学、特に立体化学分野における貢献に対して                   |
| 1899年 | ヘンリー・エドワード・シュンク                                    | 茜、藍、葉緑素の研究に対して                                     |
| 1900年 | ヴィルヘルム・ケルナー                                            | 芳香族化合物に関する研究に対して                                 |

### 20世紀
| 年     | 受賞者名                                              | 受賞理由 |
| ------ | ----------------------------------------------------- | --- |
| 1901年 | ジョージ・ダウニング・リビング                        | 分光学への貢献に対して |
| 1902年 | スヴァンテ・アレニウス                                | 解離の理論に関する業績に対して |
| 1903年 | ピエール・キュリー マリ・キュリー                     | ラジウムの研究に対して |
| 1904年 | ウィリアム・ヘンリー・パーキン・ジュニア              | 有機化学における顕著な発見に対して |
| 1905年 | アルベルト・ラーデンブルク                            | 有機化学、特に天然アルカロイドの合成に対して |
| 1906年 | ヴィルヘルム・ルドルフ・フィッティヒ                  | ラクトンと酸に関する研究に対して |
| 1907年 | エドワード・モーリー                                  | 物理学と化学への貢献、特に水素と酸素の相対原子質量の決定に対して |
| 1908年 | ウィリアム・A・ティルデン                             | テルペン類と原子熱に関する発見に対して |
| 1909年 | ジェイムズ・デュワー                                  | 低温物理学の研究に対して |
| 1910年 | セオドア・リチャーズ                                  | 原子量の測定に関する研究に対して |
| 1911年 | ヘンリー・エドワード・アームストロング                | 有機化学と一般化学の研究に対して |
| 1912年 | オットー・ヴァラッハ                                  | 精油とシクロオレフィンの研究に対して |
| 1913年 | ラファエル・メルドラ                                  | 合成化学における彼の業績に対して |
| 1914年 | ウィリアム・ジャクソン・ポープ                        | 構造化学と有機化学への重要な貢献に対して |
| 1915年 | ポール・サバティエ                                    | 接触作用の研究と、微粒金属の触媒としての応用に対して |
| 1916年 | アンリ・ルシャトリエ                                  | 化学者としての彼の卓越性に対して |
| 1917年 | アルビン・ハラー                                      | 有機化学における彼の重要な研究に対して |
| 1918年 | フレデリック・スタンレー・キッピング                  | 樟脳の類縁物質と、窒素とケイ素の有機誘導体に関する研究に対して |
| 1919年 | パーシー・F・フランクランド                           | 光学活性や発酵に関する卓越した業績に対して |
| 1920年 | チャールズ・ヘイコック                                | 物理化学、特に合金の組成と構造に関する研究に対して |
| 1921年 | フィリップ・オーギュスト・ギイ                        | 物理化学における彼の研究に対して |
| 1922年 | ジョセリン・フィールド・ソープ                        | 有機合成化学における彼の研究に対して |
| 1923年 | ハーバート・ブレアトン・ベイカー                      | 気体と液体の乾燥に関する研究に対して |
| 1924年 | アーサー・ジョージ・パーキン                          | 天然色素の構造に関する研究に対して |
| 1925年 | ジェームズ・アーヴィン                                | 糖類の構造に関する研究に対して |
| 1926年 | ジェームズ・ウォーカー                                | イオン化の理論に関する業績に対して |
| 1927年 | アーサー・エイモス・ノイエス                          | 物理化学、特に電解液に関する業績に対して |
| 1928年 | フレデリック・ドナン                                  | 物理化学、特に膜平衡理論に関する業績に対して |
| 1929年 | ギルバート・ルイス                                    | 古典熱力学と価電子論への貢献に対して |
| 1930年 | ロバート・ロビンソン                                  | 天然物の構造と合成に関する業績と、有機反応の理論への貢献に対して |
| 1931年 | アーサー・ラップワース                                | 有機化学、特に互変異性および反応機構に関する研究に対して |
| 1932年 | リヒャルト・ヴィルシュテッター                        | 有機化学における彼の卓越した業績に対して |
| 1933年 | ウィリアム・ホブソン・ミルズ                          | 有機化学、特にシアニン染料の合成と性質に関する業績と新たな不斉分子の研究に対して |
| 1934年 | ウォルター・ハース                                    | 炭水化物の分子構造に関する研究に対して |
| 1935年 | アーサー・ハーデン                                    | 生化学、特にアルコール発酵の化学の根底となる発見に対して |
| 1936年 | ウィリアム・アーサー・ボーン                          | 接触触媒に関する先駆的研究と炭化水素の燃焼メカニズム、火炎の性質とガス爆発に関する研究に対して |
| 1937年 | ハンス・フィッシャー                                  | ポルフィリン類の化学に関する業績、特に生物学的に重要なポルフィリン化合物の合成と詳細構造の決定を称えて |
| 1938年 | ジョージ・バーシャー                                  | アルカロイドおよびその他の天然物に関する卓越した研究を称えて |
| 1939年 | ジェームズ・ウィリアム・マクベイン                    | コロイド電解質の研究を開拓し、発展させたことに対して |
| 1940年 | ハロルド・ユーリー                                    | 重水素を単離し、その化学反応を詳細に追跡した業績に対して |
| 1941年 | ヘンリー・デーキン                                    | 生化学における先駆的な研究、特に代謝中間体の研究に対して |
| 1942年 | シリル・ヒンシェルウッド                              | 化学反応のメカニズムに関する卓越した業績を称えて |
| 1943年 | イアン・ヒールブロン                                  | 有機化学、特に生理学的に重要な天然物に関する数多くの顕著な貢献を称えて |
| 1944年 | ロバート・ロバートソン                                | 爆発物、分析法、ダイヤモンドの内部構造、赤外吸収スペクトルに関する彼の研究を称えて |
| 1945年 | ロジャー・アダムス                                    | 有機化学における広範な研究と、アルカロイドに関する近年の業績を称えて |
| 1946年 | クリストファー・ケルク・インゴールド                  | 有機化学の問題に物理的手法を適応した卓越した業績を称えて |
| 1947年 | ライナス・ポーリング                                  | 結合価理論への卓越した貢献と、生物学的に重要な系への応用を称えて |
| 1948年 | エドモンド・ハースト                                  | 糖類やデンプン、植物ガム、特にビタミンCの構造決定に関する業績を称えて |
| 1949年 | アレクサンダー・トッド                                | 有機化学と生化学における合成研究、特にビタミンB1とビタミンE、および天然のヌクレオシドに関する業績に対して |
| 1950年 | ジョン・シモンセン                                    | 天然物の化学、特に植物の炭化水素とその誘導体に関する研究に対して |
| 1951年 | エリック・リディール                                  | 表面化学への多大な貢献に対して |
| 1952年 | アレクサンダー・ロバートソン                          | 天然物の化学、特に配糖体、苦味成分、酸素原子を含む複素環式化合物の着色料の研究を称えて |
| 1953年 | ジョン・レナード＝ジョーンズ                          | 量子力学を原子価理論に応用し、decimal compoundsの構造を分析した業績に対して |
| 1954年 | ジェームズ・ウィルフレッド・クック                    | 有機化学における彼の卓越した基礎研究に対して |
| 1955年 | ハリー・メルヴィル                                    | 物理化学およびポリマー反応における卓越した業績を称えて |
| 1956年 | ロバート・ダウンズ・ハワース                          | 天然物の化学、特に複素環系を含む天然物における卓越した貢献を称えて |
| 1957年 | キャスリーン・ロンズデール                            | 結晶の構造と成長に関する卓越した研究を称えて |
| 1958年 | ロナルド・ノーリッシュ                                | 化学動力学、特に光化学における彼の卓越した業績を称えて |
| 1959年 | ロバート・バーンズ・ウッドワード                      | 有機化学における卓越した研究、特に天然物の構造決定と合成への貢献を称えて |
| 1960年 | ジョン・モンティース・ロバートソン                    | 有機化合物の結晶構造解析における卓越した先駆的な研究を称えて |
| 1961年 | デレック・バートン                                    | 有機化学、特にテルペン系やステロイド系の天然物の構造と立体化学、環状構造の解析に関する卓越した研究を称えて |
| 1962年 | ハリー・ジュリアス・エメリウス                        | 無機化学における卓越した研究と、広範な新規化合物の発見・研究を称えて |
| 1963年 | エドムンド・ジョン・ボーエン                          | 光化学反応の解明に関する卓越した業績と、蛍光および燐光の研究を称えて |
| 1964年 | メルヴィン・カルヴィン                                | 化学と生物学における先駆的な業績、特に植物による二酸化炭素を取り込む光合成経路の解明を称えて |
| 1965年 | ハロルド・ワリス・トンプソン                          | 赤外分光法と化学への応用における卓越した貢献を称えて |
| 1966年 | エワート・ジョーンズ                                  | 有機合成化学および天然物の構造決定における卓越した貢献を称えて |
| 1967年 | ウラジミール・プレローグ                              | 立体化学の発展と、アルカロイドと抗生物質の構造に関する卓越した業績を称えて |
| 1968年 | ジョン・コーンフォース ジョージ・ジョセフ・ポジャーク | ポリイソプレノイドとステロイドの生合成経路の解明に関する功績を称えて |
| 1969年 | フレデリック・シドニー・ダイントン                    | 化学反応の反応機構に関する卓越した業績を称えて |
| 1970年 | チャールズ・クールソン                                | 理論化学における彼の卓越した業績を称えて |
| 1971年 | ジョージ・ポーター                                    | 化学反応の理解に対する卓越した貢献を称えて |
| 1972年 | アーサー・ジョン・バーチ                              | 有機天然物の生合成に関する卓越した研究と、還元のための新しい試薬を開発したことに対する功績を称えて |
| 1973年 | ジョン・スチュアート・アンダーソン                    | 化学、特に表面欠陥と不定比化合物の構造研究に対する卓越した貢献を称えて |
| 1974年 | ジェームズ・バディレー                                | コエンザイムAおよびバクテリアの細胞壁の構成に関する卓越した研究を称えて |
| 1975年 | セオドア・モリス・サグデン                            | 物理化学、特に炎の中で起こる反応に関する卓越した貢献を称えて |
| 1976年 | レックス・エドワード・リチャーズ                      | 核磁気共鳴分光法とその化学・生物学への応用に関する卓越した貢献を称えて |
| 1977年 | アラン・R・バターズビー                               | アルカロイドとポルフィリンの生合成経路の解明を称えて |
| 1978年 | アルバート・エッシェンモーザー                        | ビタミンB12の全合成に代表される、現代有機合成化学への卓越した貢献を称えて |
| 1979年 | ジョセフ・チャット                                    | 遷移金属化学と、オレフィン等の配位分子を含む触媒の作用の理解に関する卓越した貢献を称えて |
| 1980年 | アラン・ウッドワース・ジョンソン                      | ビタミンB12ポルフィリン、植物の発芽因子、昆虫のフェロモンやホルモン等の天然物の化学における卓越した貢献を称えて |
| 1981年 | ラルフ・アレクサンダー・ラファエル                    | 有機合成における卓越した貢献、特にアセチレン中間体の応用を称えて |
| 1982年 | マイケル・J・S・デュワー                              | 半経験的波動力学計算に基づく広範な化学反応の機構に関する卓越した研究を称えて |
| 1983年 | デュイリオ・アリゴーニ                                | 生合成と生物有機立体化学の分野における彼の卓越した創造性を称えて |
| 1984年 | サム・エドワーズ                                      | 高分子化学の熱力学的側面からの理論に対する卓越した貢献を称えて |
| 1985年 | ジャック・ルイス                                      | カーバイドおよびヒドリド誘導体、π-ドナー有機分子に関する先駆的な研究を含む、金属クラスター化合物の構造と反応性に関する卓越した研究に対して                                                                          |
| 1986年 | アレクサンダー・ジョージ・オグストン                  | 酵素が対称的な基質を非対称的に扱う方法に関する彼の提案と、高分子相互作用の定量的解析によってポリマーの排除効果を解明したことを称えて                                                                                |
| 1987年 | アレック・ジェフリーズ                                | ヒトDNAの化学への貢献、特にヒトゲノムにおける超可変サテライトDNAの発見とその利用を称えて |
| 1988年 | ジョン・ポープル                                      | 理論化学への広範な貢献、特に分子波動関数と物性の計算技術の開発と応用を称えて |
| 1989年 | フランシス・ゴードン・アルバート・ストーン            | 金属-金属の多重結合を含む化学種が、異なる遷移元素間での結合を持つクラスター化合物を合成するための試薬であることを発見したことを含む、有機金属化学への多くの貢献を称えて                                             |
| 1990年 | キース・U・インゴールド                               | 電子磁気共鳴法を用いた、溶液、ガラス、生体内におけるフリーラジカル反応の先駆的な定量的研究に対して |
| 1991年 | ジェレミー・R・ノウルズ                               | 酵素と機構化学、特に触媒作用に関する生物学的な問題を解決するための化学的手法を応用した貢献を称えて |
| 1992年 | アラン・キャリントン                                  | 過渡的な化学種の分子スペクトルの決定と特性評価に対して |
| 1993年 | ジャック・ボールドウィン                              | 生物有機化学、特にβ-ラクタム系抗体の生合成の理解への貢献に対して |
| 1994年 | ジョン・ミュリグ・トーマス                            | 固体化学の先駆的な研究と、不均一系触媒に使う新材料の設計における大きな進歩に対して |
| 1995年 | マルコム・L・H・グリーン                              | 触媒反応への応用を中心とした有機金属化学への彼の貢献を称えて |
| 1996年 | ジェフリー・ウィルキンソン                            | 有機遷移金属化学と均一系触媒の発展への彼の貢献、およびヒドロホルミル化に関する業績を称えて |
| 1997年 | ジャン＝マリー・レーン                                | 超分子化学、自己組織化分子、化学デバイスに関する彼の業績を称えて |
| 1998年 | アラン・ファーシュト                                  | 有機物理化学とタンパク質工学の手法を組み合わせ、酵素触媒作用、タンパク質のフォールディング、タンパク質間相互作用、高分子相互作用等のプロセスを解明し、タンパク質の解析に関する先駆的な研究を行ったことを称えて      |
| 1999年 | マルコム・H・チザム                                   | 無機化学における彼の業績、特に遷移金属の化学における彼の影響と、金属-金属三重結合を持つジモリブデンおよびジタングステンのジアルキルアミド、アルコキシド、アルキルに関する先駆的な研究と合成におけるその利用を称えて |
| 2000年 | スティーヴン・V・レイ                                 | 複雑な天然物の合成に応用された新しい合成法の開発、特に、アベルメクチンB1a、テトロナシン、ミルベマイシン、インダノマイシン等の合成や、オリゴ糖の実用的な短時間合成法の開発を称えて                                   |

### 21世紀
| 年     | 受賞者名                     | 受賞理由 |
| ------ | ---------------------------- | --- |
| 2001年 | A・イアン・スコット          | 生合成経路に関する先駆的な貢献、特にビタミンB12に関する研究に対して                                                                                              |
| 2002年 | ニール・バートレット         | 主にフッ素を用いて、酸化しにくい元素の最大の酸化状態を探る研究を行ったことに対して                                                                               |
| 2003年 | ロジャー・パーソンズ         | 電気化学における卓越した経歴に対して |
| 2004年 | 岡武史                       | 分子分光学とその応用、特に天文学への多様な貢献に対して |
| 2005年 | クリストファー・M・ドブソン  | タンパク質のフォールディングとミスフォールディング、特にアミロイド繊維の形成の研究のためのNMR等の応用に関する業績に対して                                        |
| 2006年 | マーティン・ポープ           | 分子半導体の分野における彼の先駆的な業績に対して |
| 2007年 | ジョン・シモンズ             | 分子反応動力学、分子分光学、生物物理化学を含む、科学物理学の広範な領域における数々の革新的な実験的貢献に対して                                                   |
| 2008年 | フレイザー・ストッダート     | 分子技術における彼の貢献に対して |
| 2009年 | ジェレミー・サンダース       | いくつかの分野における先駆的な貢献に対して、特に最近では超分子化学の最前線である動的コンビナトリアル化学分野における貢献に対して                                 |
| 2010年 | キャロル・ロビンソン         | 大規模タンパク質複合体の特性解析における質量分析法の画期的な利用に対して                                                                                         |
| 2011年 | アハメッド・ズウェイル       | 超高速反応の研究、遷移状態の理解、および動的電子顕微鏡法における彼の画期的な貢献に対して                                                                         |
| 2012年 | フレイザー・アームストロング | ヒドロゲナーゼに代表される酸化還元酵素の熱力学的・速度論的制御を可能にした、先駆的なタンパク質膜電気化学の研究に対して                                           |
| 2013年 | グラハム・ハッチングス       | 金による触媒作用の発見と、この新たな化学分野への多大な貢献に対して                                                                                               |
| 2014年 | クレア・グレイ               | 材料への固体核磁気共鳴の先駆的活用に対して |
| 2015年 | ギデオン・デイヴィス         | 酵素触媒による炭水化物変換の反応を解明した業績に対して |
| 2016年 | ステファン・マン             | 生物が無機鉱物を作る作用(bio-mineralization)の化学への卓越した貢献と、機能的ナノ構造およびhybrid nanoscale objectsの合成と自己組織化の先駆的な貢献に対して       |
| 2017年 | マシュー・ロザインスキー     | 新たな実験と計算技術の開発を統合し、機能性材料を設計、発見した業績に対して                                                                                       |
| 2018年 | ジョン・A・パイル            | ハロカーボンによる地球オゾン層の破壊、特に化学や放射等との関連と北極圏オゾンの特別な脆弱性を理解するための彼の先駆的なリーダーシップに対して                     |
| 2019年 | ヴァリンダー・アガーウォール | 科学全般に幅広く応用される、形状や機能性を完全に制御できる3次元構造を作ることができる、ボロン酸エステルをカップリングする画期的な手法に対して                    |
| 2020年 | ベン・G・デイヴィス          | in vivoおよびin vitroにおける生物学的機能とメカニズムを解明、制御することを可能にする、複雑な生物学的分子を操作する強力な化学的手法を開発したことに対して        |
| 2021年 | マルコム・レヴィット         | 複合パルス、対称性に基づく再カップリング、長寿命核スピン状態、電磁分光と中性子散乱によるエンドフラーレンの研究など、核磁気共鳴の理論と方法論への彼の貢献に対して |
| 2022年 | ピーター・サドラー           | 医薬における金属の研究分野の開拓と、新しい作用機序を持つ金属薬の設計に対して                                                                                     |
| 2023年 | マーガレット・ブリンブル     | ライフサイエンス全般にわたって幅広く応用される有機化学への貢献に対して                                                                                           |
| 2024年 | ヴェロニク・グーヴェルナー   | 医学と陽電子放出断層撮影法に応用されるフッ素化学分野への貢献に対して                                                                                             |